# PlayStation (серија играчких конзола)
Playstation (скраћено PS; транскр.  Плејстејшн; јап. プレイステーション) јапански је бренд у власништву Сони интерактив ентертејнментa који укључује низ кућних и ручних играчких конзола, играчких контролера и онлајн сервиса. Први модел играчке конзоле био је Плејстејшн који је изашао у Јапану децембра 1994. године.
Прва Плејстејшн конзола је за мање од десет година успела да се прода у више од 100 милиона примерака. Њен наследник, Плејстејшн 2, изашао је 2000. године. Плејстејшн 2 је најпродаванија играчка конзола на свету пошто је до краја 2012. продана у више од 155 милиона примерака. Следећа конзола је била Плејстејшн 3, објављена 2006, а продата је више од 87,4 милиона пута до марта 2017. Последња Сонијева конзола је Плејстејшн 4 која је пуштена у продају 2013. У првом дану након почетка продаје, више од милион људи је набавило конзолу. Најновија конзола, Плејстејшн 5, изашла је крајем 2020. године. 
Прва ручна играчка конзола у серији, Плејстејшн Портабл, продат је у 80 милиона примерака до новембра 2013. Плејстејшн Вита, друга по реду Сонијева ручна конзола, изашла је у продају 2011, а продато је четири милиона примерака до јануара 2013. У споредне наслове серије Плејстејшн спадају: Плејстејшн ТВ, ПСX и Сони Бравиа. Серију контролера које користе Плејстејшн конзоле је Дуалшок.